# 5335 Дамокл
5335 Дамокл (дав.-гр. Δαμοκλῆς) — невеликий астероїд із групи кентаврів, який характеризується сильно нахиленою орбітою з високим ексцентриситетом, на підставі чого деякі вчені виділяють їх в особливу групу астероїдів — дамоклоїди, які, як вважається, являють собою неактивні ядра комет. Дамокл було відкрито 18 лютого 1991 року австралійським астрономом Робертом Макнотом в обсерваторії Сайдинг-Спринг і названо на честь Дамокла, персонажа давньогрецького міфу про дамоклів меч, — символ постійної навислої загрози, покликаний показати мінливість влади, при зовнішньому видимому благополуччі.
Після вивчення цього об'єкта з'ясувалося, що його орбіта істотно відрізняється від орбіт усіх відкритих раніше малих тіл Сонячної системи: у точці свого перигелію Дамокл перетинає орбіту Марса, а в афелії віддаляється аж за орбіту Урана. Стабільність цієї орбіти пояснюється насамперед її високим нахилом до площини екліптики, поблизу якої перебувають орбіти планет-гігантів, завдяки чому сильно зменшується сила гравітаційних збурень, яку вони справляють на орбіту. Орбіта Дамокла залишається стабільною впродовж десятків тисяч років і надалі залишатиметься такою десятки тисяч років. Утім, у результаті розрахунків довгострокової динамічної еволюції цього тіла групі британських астрономів у складі Дункана Стіла (Duncan Steel), Герхарда Хана (Gerhard Hahn), Марка Бейлі (Mark Bailey) та Девіда Ешера (David J. Asher) вдалося встановити, що існує висока ймовірність переходу цього космічного тіла на орбіту, що перетинає орбіту Землі, а це створить реальну погрозу його зіткнення з нашою планетою. Почасти саме тому Дамокл і одержав таку назву. Пізніше були виявлені й інші астероїди з подібними орбітами; деякі астрономи почали виділяти їх в окрему групу.
Існує припущення, що саме Дамокл може бути джерелом метеорного потоку в сузір'ї Дракона на Марсі.
Станом на 2014 рік Дамокл віддалений від Сонця на 21,8 а. о. і має видиму зоряну величину 26,9.

## Зовнішні посилання
- AstDys
- [Архівовано 6 вересня 2008 у Wayback Machine.]